# Pseudococcus jackbeardsleyi
Pseudococcus jackbeardsleyi är en insektsart som beskrevs av Gimpel och Miller 1996. 
Pseudococcus jackbeardsleyi ingår i släktet Pseudococcus och familjen ullsköldlöss. Inga underarter finns listade i Catalogue of Life.